# 陈永民
陈永民（1927年11月—），男，汉族，云南昆明人，中华人民共和国政治人物，昆明工学院教授。曾任民盟云南省委副主委。第八届全国政协委员。